# Maria José a Santo Tomas
.
Maria José a Santo Tomas (15 de janeiro de 1747 – 18 de julho de 1801) foi um clérigo português, que foi Prelado de Mozambico, Moçambique desde 18 de julho de 1783 e Bispo Titular de Pentacomia desde 28 de outubro de 1785.